# Nikki Leigh

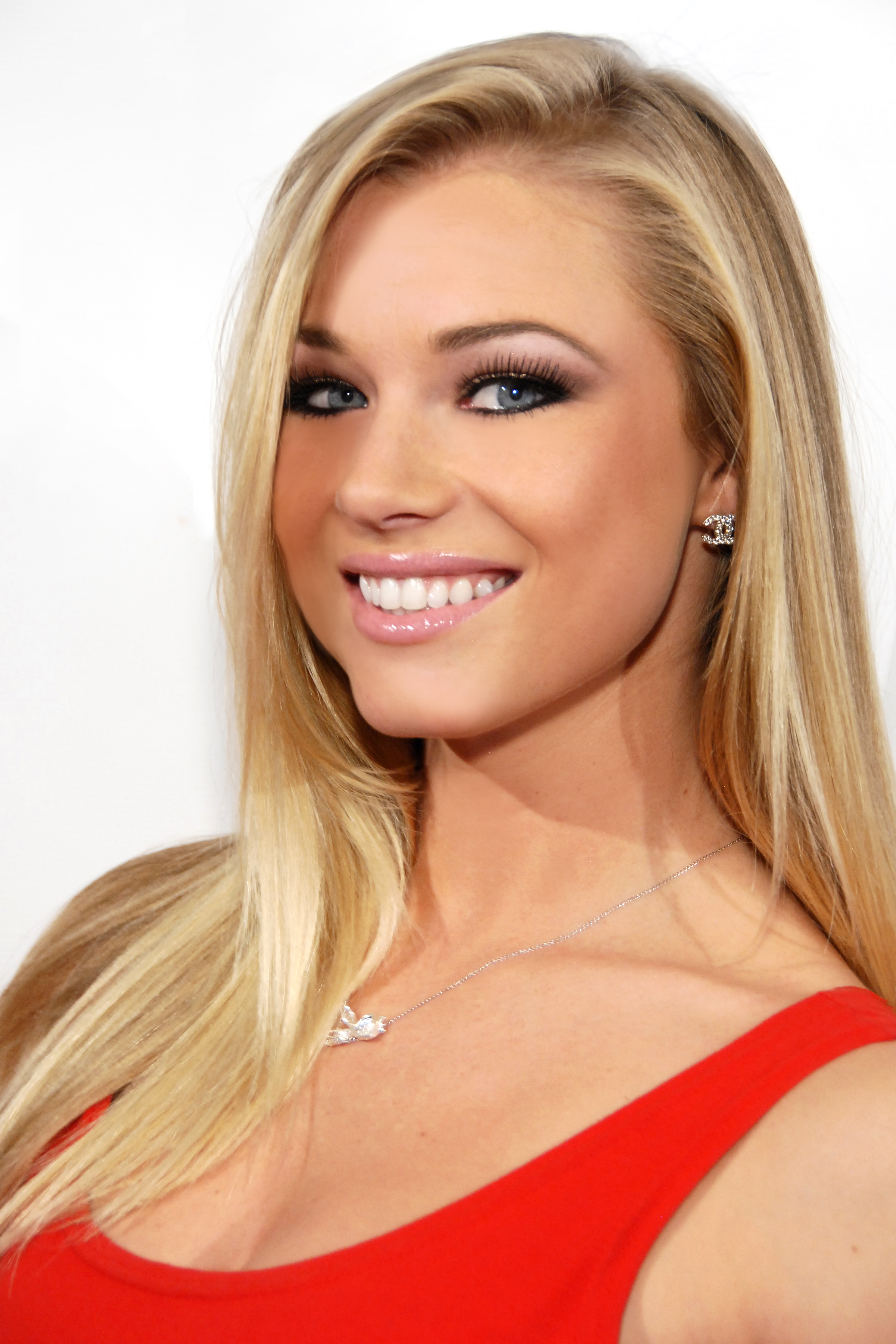
Nikki Leigh (2012)

Nikki Leigh (* 13. September 1988 in Cypress, Kalifornien) ist eine US-amerikanische Schauspielerin und Model.

## Leben und Karriere
Nikki Leigh wurde 1988 in Cypress geboren und ist seit 2011 als Schauspielerin aktiv. Zu ihren Auftritten in Filmen gehören unter anderem eine freizügige Rolle als Marsha im Horrorfilm Killer Beach und Die Trauzeugen AG aus dem Jahre 2015.
Im Mai 2012 war sie das Playmate des Monats der US-amerikanischen Ausgabe des Herrenmagazins Playboy.

## Filmografie (Auswahl)
- 2012: Instant Movie Review (Fernsehserie, 6 Folgen)
- 2015: Two and a Half Men (Fernsehserie, Folge 12x11)
- 2015: Killer Beach (The Sand)
- 2015: Die Trauzeugen AG
- 2016: Fearless
- 2017: Open Marriage
- 2017: Ay Lav Yu Tuu
- 2017: A Girl Is a Gun (Fernsehserie, 4 Folgen)
- 2017–2020: Sangre Negra (Fernsehserie, 6 Folgen)
- 2017: Campus Killer – Das Böse kehrt zurück (Del Playa)
- 2018: The Midwife’s Deception
- 2018: Silencer
- 2019: Die Weihnachtskönigin – (K)ein Like zum Fest (A Beauty & the Beast Christmas)
- 2019: Do Not Reply
- 2019: Roads, Trees and Honey Bees
- 2020: Beaus of Holly (Fernsehfilm)
- 2021: Hot Water
- 2021: Mummy Dearest
- 2022: Husband, Wife and Their Lover (Fernsehfilm)
- 2023: Butch Cassidy and the Wild Bunch
- 2023: Butch vs. Sundance
- 2024: Agent Recon
- 2024: Trapped in the Rocky Mountains (Fernsehfilm)